# Jacques Jaccard

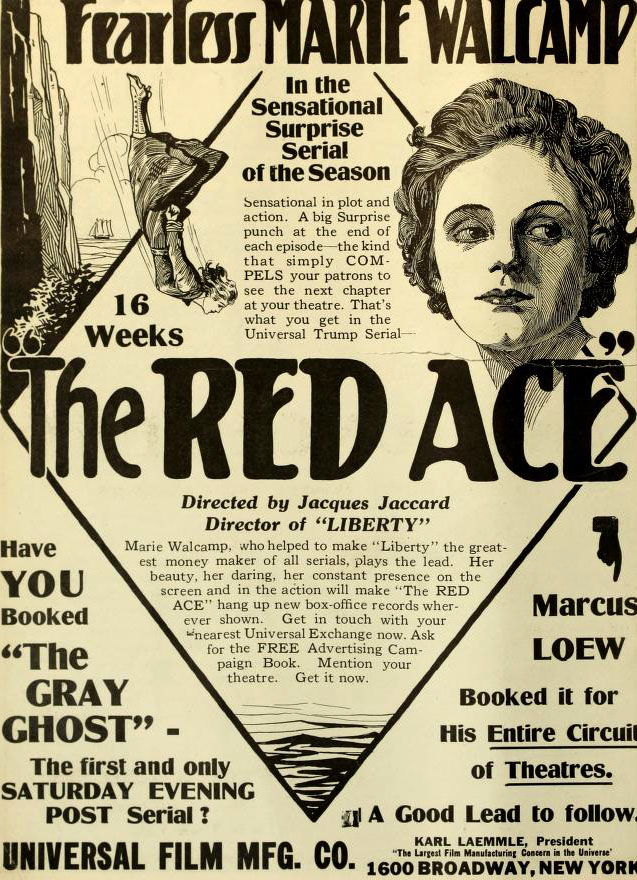
Anuncio de The Red Ace (1917), producción dirigida y escrita por Jaccard.

Jacques Jaccard (11 de septiembre de 1886 – 24 de julio de 1960) fue un director, guionista y actor cinematográfico de nacionalidad estadounidense, cuya carrera transcurrió principalmente en la época del cine mudo.

## Biografía
Nacido en la ciudad de Nueva York, dirigió 86 filmes y escribió el guion de casi 80 producciones. De todas ellas, la más conocida fue el serial The Diamond from the Sky (1915).
Jaccard empezó su carrera cinematográfica en 1913 como actor, siendo su primer film el cortometraje The Badge of Honor, de American Film Company. En sus inicios, además de actuar, también hacía funciones de ayudante de dirección y escribía guiones, el primero de los cuales fue el de  1913, para Trapped in a Forest Fire (1913), film en el que también actuó. Debutó como director en The Call of the Traumerei, igualmente para American Film Company. Fue para esa productora para la que dirigió en 1915 el que tal vez fue su serial más conocido, The Diamond from the Sky.
Posteriormente trabajó para Victor Film Company y Bison Motion Pictures, siendo más adelante contratado por Universal Pictures, especializándose en la realización de películas western y de aventuras. En 1921 actuó por última vez, igualmente para Universal, en el film The Wild Wild West. 
En Universal fue miembro del equipo de seriales, rodando muchas escenas de acción al aire libre para producciones de género cliffhanger. Entre los títulos que dirigió figuran, entre otros, The Adventures of Peg o' the Ring (1916), Liberty, A Daughter of the USA (1916), serial que dirigió, escribió y produjo, y The Red Ace (1917).
Mediados los años 1920, empezó a trabajar para estudios cinematográficos de bajo presupuesto, como Goodwill Pictures, Syndicate Pictures y Arrow Film Corporation, así como para productores independientes como Ben F. Wilson. Cuando se popularizaron las películas sonoras, la carrera de Jaccard se resintió, y dirigió sus últimos filmes, Phantom of Santa Fe y Senor Jim, en 1936. 
A partir de entonces se dedicó a escribir guiones y a labores de dirección de diálogos. En 1940 participó en el departamento de seriales de Universal como jefe de diálogos, trabajando en algunas producciones populares como Gang Busters y Adventures of the Flying Cadets. 
Jacques Jaccard se retiró en 1944, y falleció en Los Ángeles, California, en 1960, a los 63 años de edad. Fue enterrado en el Cementerio Nacional Fort Rosecrans, en San Diego, California.

## Selección de su filmografía
- Adventures of the Flying Cadets (1943) (guion)
- Gang Busters (1942) (guion)
- The Cheyenne Kid (1930)
- The Fire Fighters (1927) (director)
- Riders of the Plains (1924) (director)
- Days of '49 (1924) (director)
- The Miracle Baby (1923) (guion)
- The Wild Wild West (1921) (actor)
- Crossed Clues (1921) (actor)
- Who Was the Man? (1921)
- The Vanishing Dagger (1920) (guion)
- 'If Only' Jim (1920) (director)
- The Lion's Claw (1918) (director, guion)
- The Red Ace (1917) (director, guion)
- Patria (1917) (director)
- Liberty, A Daughter of the USA (1916) (director, guionista y productor)
- The Wedding Guest (1916) (director)
- The Adventures of Peg o' the Ring (1916) (director)
- The Passing of Hell's Crown (1916) (director)
- The Night Riders (1916) (director y guionista)
- Stampede in the Night (1916) (director y guionista)
- A Knight of the Range (1916) (director)
- The Diamond from the Sky (1915) (director)
- A Blowout at Santa Banana (1914) (actor)
- Destinies Fulfilled (1914) (actor)
- The Call of the Traumerei (1914) (director)
- Rose of San Juan (1913) (actor)
- Personal Magnetism (1913) (actor)
- American Born (1913) (actor)
- In the Mountains of Virginia (1913) (actor)
- Trapped in a Forest Fire (1913) (actor)